# Штаудте, Вольфганг
Вольфганг Георг Фридрих Штаудте (нем. Wolfgang Georg Friedrich Staudte; 9 октября 1906, Саарбрюккен — 19 января 1984, Словения) — немецкий режиссёр, видный представитель послевоенного поколения немецких кинематографистов.

## Биография
Родился 9 октября 1906 года в Саарбрюккене в семье актёров Фрица Штаудте и Матильды Фирманс. В 1912 году семья переехала в Берлин. Штаудте учился в гимназии в Штеглице. После окончания средней школы он начал обучение на автомеханика, участвовал в автомобильных гонках, а с 1923 года в течение двух лет изучал инженерное дело в Инженерной академии в Ольденбурге и прошёл двухгодичную стажировку в компании Mercedes-Benz в Берлине и на заводе Hansa в Фареле.
С 1926 по 1932 год был сначала статистом, а затем актёром в труппе театра «Фольксбюне» под руководством Макса Рейнхардта и Эрвина Пискатора. С 1929 года снимался в кино.
В 1935 году дебютировал в качестве режиссёра рекламных фильмов. Продолжал сниматься как актёр, в том числе в пропагандистской ленте Файта Харлана «Еврей Зюсс» (1940), «Легион «Кондор»» (1939). С 1941 года снял для Tobis Filmkunst GmbH четыре фильма с пробами молодых талантов. В 1943 году поставил кинокомедию «Акробат, пре-кра-а-сно!» с участием клоуна Чарли Ривеля. В 1944 году фильм Штаудте «Человек, у которого украли имя» был запрещён по неизвестной причине. После этого он лишился освобождения от военной службы. Только после вмешательства художественного руководителя Берлинского театра имени Шиллера Генриха Георге, который настоял на том, чтобы Штаудте был режиссёром фильма «Девушка Хуанита» с его участием, в конце 1944 года удалось предотвратить отправку на фронт.
В 1946 году совместно с режиссёрами Златаном Дудовым, Куртом Метцигом и драматургом Фридрихом Вольфом Вольфганг Штаудте стал одним из создателей киностудии «ДЕФА», на которой он после войны ставил фильмы яркой антифашистской направленности — «Убийцы среди нас» (1946, в советском прокате «Они не скроются»), «Ротация» (1949, в советском прокате «Коричневая паутина»), «Верноподданный» (1951, по Генриху Манну).
Начиная с середины 1950-х годов работал на киностудиях ФРГ, продолжая в своих фильмах бороться с опасностью возрождения нацизма и реваншистских идей — «Розы для господина прокурора» (1959), «Ярмарка» (1960), «Мужская компания» (1964), «Комиссар» (1971) и др. В 1962 году поставил фильм по Брехту «Трёхгрошовая опера».
Умер от сердечной недостаточности, находясь на натурных съёмках телефильма «Железный путь». Прах был развеян над Северным морем 3 марта 1984 года.